# Diócesis de Soroti
La diócesis de Soroti (en latín: Dioecesis Sorotiensis, en inglés: Roman Catholic Diocese of Soroti) es una circunscripción eclesiástica de la Iglesia católica en Uganda. Se trata de una diócesis latina, sufragánea de la arquidiócesis de Tororo. Desde el 19 de marzo de 2019 su obispo es Joseph Eciru Oliach.

## Territorio y organización
La diócesis tiene 12 921 km² y extiende su jurisdicción sobre los fieles católicos de rito latino residentes en los distritos de Amuria, Kaberamaido, Katakwi, Kumi, Soroti, Pallisa y Budaka en la región Oriental.
La sede de la diócesis se encuentra en la ciudad de Soroti, en donde se halla la Catedral de la Inmaculada Concepción.
En 2020 en la diócesis existían 26 parroquias.

## Historia
La diócesis fue erigida el 29 de noviembre de 1980 con la bula Ad spiritualem provehendam salutem del papa Juan Pablo II, obteniendo el territorio de la diócesis de Tororo (hoy arquidiócesis).
Originalmente sufragánea de la arquidiócesis de Kampala, pasó a formar parte de la provincia eclesiástica de Tororo el 2 de enero de 1999.

## Estadísticas
Según el Anuario Pontificio 2021 la diócesis tenía a fines de 2020 un total de 1 495 100 fieles bautizados.
| Año                                                                             | Población            | Población | Población      | Sacerdotes | Sacerdotes    | Sacerdotes    | Bautizados por sacerdote | Diáconos permanentes | Religiosos | Religiosos | Parroquias |
| Año                                                                             | Bautizados católicos | Total     | % de católicos | Total      | Clero secular | Clero regular | Bautizados por sacerdote | Diáconos permanentes | Varones    | Mujeres    | Parroquias |
| ------------------------------------------------------------------------------- | -------------------- | --------- | -------------- | ---------- | ------------- | ------------- | ------------------------ | -------------------- | ---------- | ---------- | ---------- |
| 1990                                                                            | 240 000              | 1 035 000 | 23.2           | 32         | 18            | 14            | 7500                     |                      | 15         | 35         | 17         |
| 1999                                                                            | 864 000              | 1 332 256 | 64.9           | 44         | 36            | 8             | 19 636                   |                      | 8          | 53         | 18         |
| 2000                                                                            | 864 500              | 1 338 872 | 64.6           | 44         | 36            | 8             | 19 647                   |                      | 8          | 47         | 19         |
| 2001                                                                            | 865 899              | 1 339 140 | 64.7           | 43         | 35            | 8             | 20 137                   |                      | 8          | 45         | 19         |
| 2002                                                                            | 866 000              | 1 340 000 | 64.6           | 41         | 33            | 8             | 21 121                   |                      | 8          | 47         | 19         |
| 2003                                                                            | 887 000              | 1 373 000 | 64.6           | 40         | 36            | 4             | 22 175                   |                      | 4          | 48         | 19         |
| 2004                                                                            | 887 000              | 1 373 000 | 64.6           | 41         | 35            | 6             | 21 634                   |                      | 6          | 43         | 19         |
| 2007                                                                            | 948 000              | 1 468 000 | 64.5           | 48         | 42            | 6             | 19 750                   |                      | 6          | 50         | 21         |
| 2010                                                                            | 1 115 000            | 1 619 000 | 68.9           | 50         | 45            | 5             | 22 300                   |                      | 5          | 58         | 21         |
| 2014                                                                            | 1 101 789            | 1 858 000 | 59.3           | 54         | 50            | 4             | 20 403                   |                      | 4          | 46         | 21         |
| 2017                                                                            | 1 530 000            | 3 394 637 | 45.1           | 65         | 62            | 3             | 23 538                   |                      | 3          | 40         | 26         |
| 2020                                                                            | 1 495 100            | 3 604 000 | 41.5           | 76         | 74            | 2             | 19 672                   |                      | 2          | 56         | 26         |
| Fuente: Catholic-Hierarchy, que a su vez toma los datos del Anuario Pontificio. |                      |           |                |            |               |               |                          |                      |            |            |            |

## Episcopologio
- Erasmus Desiderius Wandera † (29 de noviembre de 1980-27 de junio de 2007 retirado)
- Emmanuel Obbo, A.J. (27 de junio de 2007-2 de enero de 2014 nombrado arzobispo de Tororo)[nota 1]
  - Sede vacante (2014-2019)
- Joseph Eciru Oliach, desde el 19 de marzo de 2019